# Bethlehem Steel
Bethlehem Steel Corporation foi uma empresa siderúrgica dos Estados Unidos, inaugurada em 1857 e extinta em 2003. A Bethlehem Shipbuilding Corporation, dedicada a construção naval, foi a principal das mais de vinte subsidiárias da empresa.
Suas raízes remontam a uma empresa siderúrgica organizada em 1857 em Bethlehem, Pensilvânia, e mais tarde denominada Bethlehem Iron Company. Em 1899, os proprietários da siderúrgica fundaram a Bethlehem Steel Company. Cinco anos depois, a Bethlehem Steel Corporation foi criada para ser a controladora corporativa da siderúrgica.
A empresa permaneceu atuante durante o declínio da fabricação de aço americano, durante a década de 1970, até sua falência e dissolução, respectivamente em 2001 e 2003, quando seus ativos remanescentes foram vendidos ao International Steel Group.
As subsidiárias Bethlehem Steel Company e a Bethlehem Shipbuilding Corporation eram dois dos símbolos mais poderosos da liderança da manufatura industrial americana.